# Валенсуэла, Карлос Фернандо
Карлос Фернандо Валенсуэла (исп. Carlos Fernando Valenzuela; род. 22 апреля 1997[…], Сантьяго-дель-Эстеро) — аргентинский футболист, полузащитник клуба «Тихуана».

## Клубная карьера
Валенсуэла — воспитанник клуба «Расинг» из Авельянеды. 30 января 2016 года в поединке Кубка Аргентины против «Индепендьенте» он дебютировал за основной состав. Летом того же года для получения игровой практики Валенсуэла на правах аренды перешёл в «Нуэва Чикаго». 10 сентября в матче против «Дуглас Хейг» он дебютировал в Примере B. 22 ноября в поединке против «Хувентуд Унида» Фернандо забил свой первый гол за «Нуэва Чикаго».
Летом 2018 года Валенсуэла перешёл в «Барракас Сентраль». 25 января в матче против «Сакачиспас» он дебютировал в Примере B Метрополитано. В этом же поединке Фернандо забил свой первый гол за «Барракас Сентраль». По итогам сезона он стал лучшим бомбардиром первенства и помог команде подняться дивизионом выше.

## Международная карьера
В 2019 году Валенсуэла в составе олимпийской сборной Аргентины стал победителем Панамериканских игр в Перу. На турнире он сыграл в матчах против команд Эквадора, Мексики, Панамы, Уругвая и Гондураса. В поединке против гондурасцев, панамцев, уругвайцев и эквадорцев Фернандо забил по голу.

## Достижения
Клубная
Аргентина (до 23)
- Победитель Панамериканских игр — 2019